# Африкански линзанг
Африканският линзанг (Poiana richardsonii) е вид бозайник от семейство Виверови (Viverridae).

## Разпространение
Видът е разпространен в Габон, Демократична република Конго, Екваториална Гвинея (Биоко), Камерун и Централноафриканска република.